# Kanuslalom-Weltmeisterschaften 2017

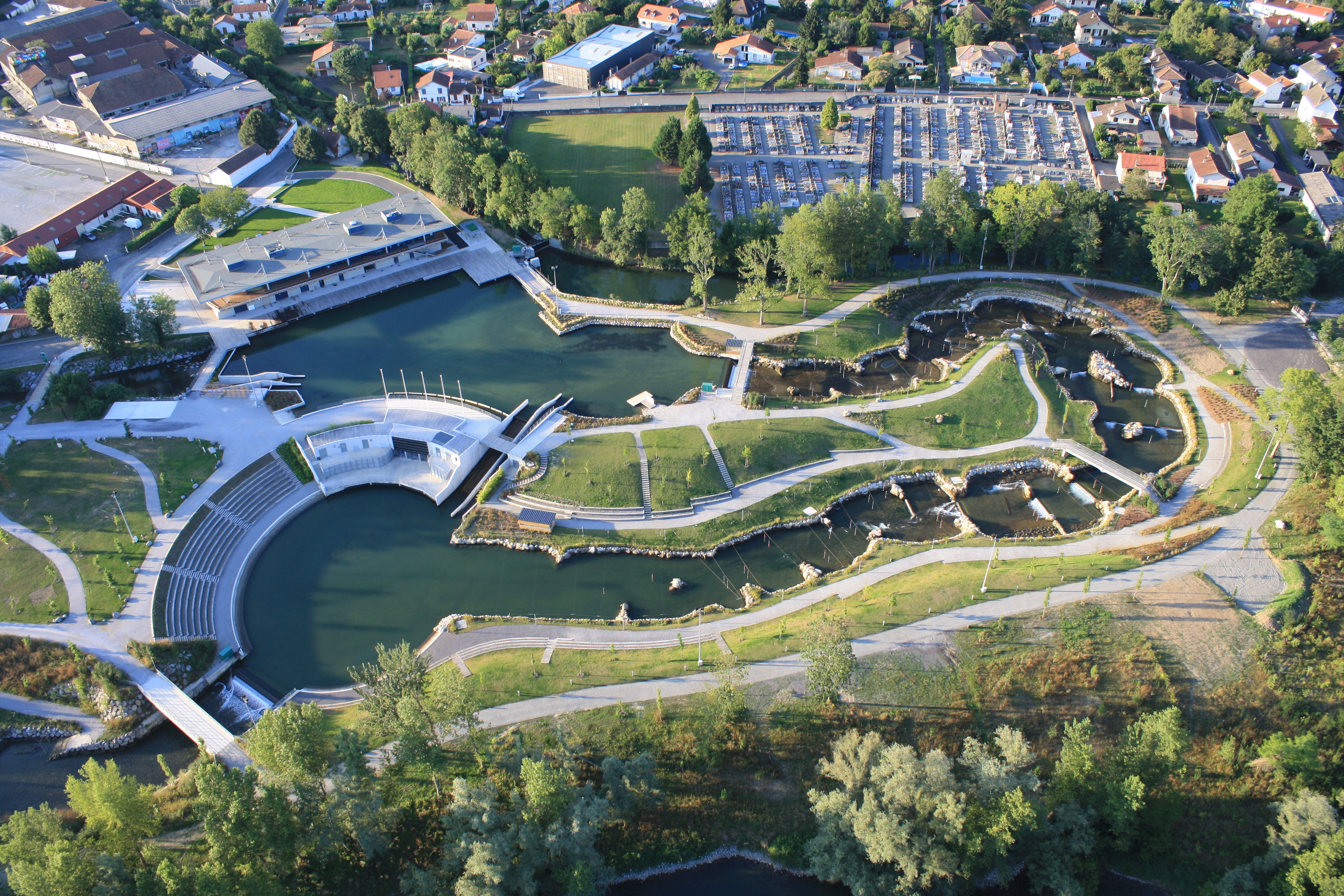
Stade d’eaux-vives Pau-Pyrénées

Die Kanuslalom-Weltmeisterschaften 2017 fanden vom 26. bis 30. September 2017 im Stade d’eaux-vives Pau-Pyrénées in Pau in Frankreich statt. Das 2008 eröffnete Stadion ist Trainingszentrum der französischen Nationalmannschaft und war 2015 Schauplatz des Weltcup-Finales. Im gleichen Zeitraum fanden hier die Wildwasserrennsport-Weltmeisterschaften statt. Veranstaltet wurden beiden Weltmeisterschaften vom Internationalen Kanuverband (ICF).
Neben den bisherigen Wettbewerben wurde erstmals seit 1981 wieder ein Zweier-Canadier Mixed Wettkampf ausgetragen.

## Ergebnisse

### Männer

#### Canadier
| Wettbewerb | Gold | Silber                                                                                        | Bronze |
| C-1        | Benjamin Savšek                                                                                         | Alexander Slafkovský                                                                          | Michal Martikán                                                                                           |
| C-1 Team   | SlowakeiMatej Beňuš Alexander Slafkovský Michal Martikán                                                | Vereinigtes KönigreichRyan Westley David Florence Adam Burgess                                | FrankreichDenis Gargaud Chanut Martin Thomas Edern Le Ruyet                                               |
| C-2        | FrankreichGauthier Klauss / Matthieu Péché                                                              | SlowakeiLadislav Škantár / Peter Škantár                                                      | DeutschlandRobert Behling / Thomas Becker                                                                 |
| C-2 Team   | FrankreichGauthier Klauss / Matthieu Péché Nicolas Scianimanico / Hugo Cailhol Pierre Picco / Hugo Biso | DeutschlandRobert Behling / Thomas Becker Kai Müller / Kevin Müller Franz Anton / Jan Benzien | SlowakeiLadislav Škantár / Peter Škantár Tomáš Kučera / Ján Bátik Pavol Hochschorner / Peter Hochschorner |

#### Kajak
| Wettbewerb | Gold                                             | Silber                                                  | Bronze                                           |
| K-1        | Ondřej Tunka                                     | Vít Přindiš                                             | Peter Kauzer                                     |
| K-1 Team   | TschechienJiří Prskavec Ondřej Tunka Vít Přindiš | FrankreichBoris Neveu Mathieu Biazizzo Sébastien Combot | SlowenienPeter Kauzer Martin Srabotnik Žan Jakše |
| Extreme K1 | Vavřinec Hradilek                                | Boris Neveu                                             | Mike Dawson                                      |

### Frauen

#### Canadier
| Wettbewerb | Gold                                                                 | Silber                                            | Bronze                                              |
| C-1        | Mallory Franklin                                                     | Tereza Fišerová                                   | Ana Sátila                                          |
| C-1 Team   | Vereinigtes KönigreichMallory Franklin Kimberley Woods Eilidh Gibson | AustralienJessica Fox Noemie Fox Rosalyn Lawrence | TschechienTereza Fišerová Monika Jančová Eva Říhová |

#### Kajak
| Wettbewerb | Gold                                                    | Silber                                                    | Bronze                                               |
| K-1        | Jessica Fox                                             | Jana Dukátová                                             | Ricarda Funk                                         |
| K-1 Team   | DeutschlandJasmin Schornberg Ricarda Funk Lisa Fritsche | ÖsterreichCorinna Kuhnle Lisa Leitner Viktoria Wolffhardt | AustralienJessica Fox Rosalyn Lawrence Kate Eckhardt |
| Extreme K1 | Caroline Trompeter                                      | Ana Sátila                                                | Amálie Hilgertová                                    |

### Mixed

#### Canadier
| Wettbewerb | Gold                                   | Silber                                 | Bronze                                 |
| C-2 Mixed  | FrankreichMargaux Henry / Yves Prigent | ItalienNiccolò Ferrari / Stefanie Horn | TschechienVeronika Vojtová / Jan Mašek |

## Medaillenspiegel
| Platz  | Land                   | Gold | Silber | Bronze | Gesamt |
| ------ | ---------------------- | ---- | ------ | ------ | ------ |
| 1      | Tschechien             | 3    | 2      | 3      | 8      |
| 2      | Frankreich             | 3    | 2      | 1      | 6      |
| 3      | Deutschland            | 2    | 1      | 2      | 5      |
| 4      | Vereinigtes Königreich | 2    | 1      | 1      | 4      |
| 5      | Slowakei               | 1    | 3      | 2      | 6      |
| 6      | Australien             | 1    | 1      | 1      | 3      |
| 7      | Slowenien              | 1    | -      | 2      | 3      |
| 8      | Brasilien              | -    | 1      | 1      | 2      |
| 9      | Österreich             | -    | 1      | -      | 1      |
| 10     | Italien                | -    | -      | 1      | 1      |
| 10     | Neuseeland             | -    | -      | 1      | 1      |
| Gesamt | Gesamt                 | 13   | 13     | 13     | 39     |